# Seriolella tinro
Seriolella tinro är en fiskart som beskrevs av Gavrilov, 1973. Seriolella tinro ingår i släktet Seriolella och familjen svartfiskar. Inga underarter finns listade i Catalogue of Life.